# 싸이베이
싸이베이(塞北, 새북) 또는 싸이와이(塞外, 새외)는 예전에 쓰이던 중국의 지리적 위치를 가리키는 용어였으나 현재는 거의 사용되지 않는다.

## 유래
"새"(塞, 싸이)는 요새나 국경 요새를 의미하는 글자로, 명나라 시기의 만리장성을 말한다. 싸이베이나 싸이와이 모두 만리장성 바깥(북쪽) 지역을 의미한다.